# Martin Buchwald
Martin Buchwald (* 28. September 1884 in Zwickau; † nach 1945) war ein deutscher Reichsgerichtsrat.

## Leben
Buchwald war der Sohn des Superintendenten Georg Buchwald. Er besuchte von Ostern 1894 bis Ostern 1903 das König-Albert-Gymnasium, das er mit dem Reifezeugnis verließ. Anschließend studierte er an der Universität Leipzig Rechtswissenschaften und bestand die erste juristische Staatsprüfung 1906 mit der Note „gut“ in Leipzig, die zweite 1911 in Dresden mit „recht gut“. Während seines Studiums wurde er 1903 Mitglied der Sängerschaft Arion Leipzig. Mitte November 1911 wurde er Gerichtsassessor. Hilfsrichter beim Amtsgericht Borna wurde er 1913. Zum 1. September 1916 erfolgte die Ernennung zum Amtsrichter in Borna. Am Ersten Weltkrieg nahm er zuletzt als Oberleutnant der Reserve teil. Am 1. April 1928 wurde er zum Landgerichtsrat und am selben Tag ein Jahr später zum Oberlandesgerichtsrat in Dresden befördert. Zum 1. Mai 1931 wurde er ständiger Hilfsarbeiter im sächsischen Justizministerium. Im Dezember 1931 wurde er als Hilfsarbeiter an das Reichsgericht abgeordnet und am 1. September 1933 zum Reichsgerichtsrat ernannt. Er war im I. Strafsenat und IV. Zivilsenat tätig. Am 29. Dezember 1937 beantragte er die Aufnahme in die NSDAP und wurde rückwirkend zum 1. Mai desselben Jahres aufgenommen (Mitgliedsnummer 5.823.848). 1938 erarbeitete er einen „Entwurf eines Gesetzes über die Miete von Wohn- und Berufsräumen und von Grundstücken“ in 73 Paragraphen, der ihm von der Akademie für Deutsches Recht aufgetragen wurde.

## Schriften
- Die Ehrenzahlung, Diss. Leipzig 1907, Weimar 1907.
- (Zusammen mit Otto Warneyer): Kommentar zu den wirtschaftlichen Nebengesetzen des bürgerlichen Gesetzbuches, Tübingen 1923.
- Das Miet- und Wohnungsnotrecht im Reich und in Sachsen, Borna 1924.
- Neues Mietrecht 1928, Leipzig 1928.
- (Zusammen mit Warneyer): Kommentar zum bürgerlichen Gesetzbuch für das Deutsche Reich, Tübingen 1930.
- Neugestaltung des Mietrechts (Schriften der Akademie für Deutsches Recht, Gruppe Schuldrecht, Nr. 3), Berlin 1938.
- Mitarbeit im Reichsgerichtsrätekommentar: Das BGB mit besonderer Berücksichtigung der Rechtsprechung des Reichsgerichts, 9. Auflage 1940.
- Sammlung zivilrechtlicher Entscheidungen des Reichsgerichts (Vormals Warneyers Rechtsprechung des Reichsgerichts in Zivilsachen; nachmals Rechtsprechung des Bundesgerichtshofs in Zivilsachen), Leipzig 1942–1943.

## Mitgliedschaften
- 1919–1933 DNVP
- 1926–1931 Alldeutscher Verband
- 1934 NSRB, NSV, RLB

## Ehrungen
- „Ritterkreuz II. Klasse 1917“
- 1935 Ungarische Kriegserinnerungs-Medaille
- 20. April 1938 Silbernes Treudienst-Ehrenzeichen
- 29. März 1943 Goldenes Treudienst-Ehrenzeichen